# Тузла
Тузла је трећи град по величини у Босни и Херцеговини и административни центар Тузланског кантона у Федерацији Босне и Херцеговине. Према попису из 2013. било је 80.570 становника.
Град Тузла је дом Панонских језера, јединог сланог језера у Европи као дио свог централног парка и има више од 350.000 људи који посјећују његове обале сваке године. Историја града сеже у 9. век, док модерна Тузла датира из 1510. године када је постала важан гарнизонски град у Османском царству. У Босни и Херцеговини, Тузла се такође сматра једним од најмултикултурнијих градова у земљи, а успела је да задржи плуралистички карактер града током читавог рата у Босни и Херцеговини и послије, са Бошњацима, Србима, Хрватима и мањим бројем Јевреја настањенима у Тузли.
Тузла је привредни, културни, образовни, здравствени и туристички центар сјевероисточне Босне. Образовни је центар и дом два универзитета, међу којима и државни Универзитет у Тузли. Такође је главно индустријско чвориште и једно од водећих економских упоришта земље са широким и разноврсним индустријским сектором, укључујући сектор услуга који се шири захваљујући туризму.

## Култура
Тузла је град велике књижевне традиције. Одавде потичу Меша Селимовић, Дервиш Сушић, Стјепан Матијевић, Матија Дивковић, Мухамед Хеваи Ускуфи.

## Сликарство
Из Тузле потичу сликари Ђорђе Михајловић (Академија у Минхену), Адела Бер (Академија у Бечу). Средином треће деценије у ликовни живот се укључују Фрањо Ледер, Исмет Мујезиновић, Драгиша Трифковић. Из Тузле потичу Хамес Хаим Пинто, један од водећих америчко-мексичких муралиста и Кристијан Крековић, славни перуански сликар. Међународна галерија портрета у Тузли је основана 1964. године.

## Образовање
Први организовани облици школства датирају из 17. вијека и везани су за Бехрам-бегову медресу. Данас постоје 23 основне, 15 стручних средњих школа те 3 гимназије: „Католички школски центар Св. Фрањо“, Гимназија „Меша Селимовић“, Гимназија „Исмет Мујезиновић“. Универзитет у Тузли је основан 1976. године.

## Клима
| Клима Тузла (1991—2020, екстреми 1961—2020)                                | Клима Тузла (1991—2020, екстреми 1961—2020) | Клима Тузла (1991—2020, екстреми 1961—2020) | Клима Тузла (1991—2020, екстреми 1961—2020) | Клима Тузла (1991—2020, екстреми 1961—2020) | Клима Тузла (1991—2020, екстреми 1961—2020) | Клима Тузла (1991—2020, екстреми 1961—2020) | Клима Тузла (1991—2020, екстреми 1961—2020) | Клима Тузла (1991—2020, екстреми 1961—2020) | Клима Тузла (1991—2020, екстреми 1961—2020) | Клима Тузла (1991—2020, екстреми 1961—2020) | Клима Тузла (1991—2020, екстреми 1961—2020) | Клима Тузла (1991—2020, екстреми 1961—2020) | Клима Тузла (1991—2020, екстреми 1961—2020) |
| Показатељ \ Месец                                                          | .Јан.                                       | .Феб.                                       | .Мар.                                       | .Апр.                                       | .Мај.                                       | .Јун.                                       | .Јул.                                       | .Авг.                                       | .Сеп.                                       | .Окт.                                       | .Нов.                                       | .Дец.                                       | .Год.                                       |
| -------------------------------------------------------------------------- | ------------------------------------------- | ------------------------------------------- | ------------------------------------------- | ------------------------------------------- | ------------------------------------------- | ------------------------------------------- | ------------------------------------------- | ------------------------------------------- | ------------------------------------------- | ------------------------------------------- | ------------------------------------------- | ------------------------------------------- | ------------------------------------------- |
| Апсолутни максимум, °C (°F)                                                | 21,0 (69,8)                                 | 25,3 (77,5)                                 | 30,0 (86)                                   | 33,0 (91,4)                                 | 34,2 (93,6)                                 | 37,2 (99)                                   | 40,7 (105,3)                                | 40,5 (104,9)                                | 38,2 (100,8)                                | 31,0 (87,8)                                 | 26,6 (79,9)                                 | 21,6 (70,9)                                 | 40,7 (105,3)                                |
| Средњи максимум, °C (°F)                                                   | 12,7 (54,9)                                 | 14,0 (57,2)                                 | 17,7 (63,9)                                 | 23,5 (74,3)                                 | 26,2 (79,2)                                 | 30,4 (86,7)                                 | 31,8 (89,2)                                 | 33,1 (91,6)                                 | 28,6 (83,5)                                 | 22,7 (72,9)                                 | 17,9 (64,2)                                 | 9,7 (49,5)                                  | 33,1 (91,6)                                 |
| Максимум, °C (°F)                                                          | 5,5 (41,9)                                  | 8,2 (46,8)                                  | 13,1 (55,6)                                 | 18,2 (64,8)                                 | 22,6 (72,7)                                 | 26,1 (79)                                   | 28,3 (82,9)                                 | 28,8 (83,8)                                 | 23,5 (74,3)                                 | 18,7 (65,7)                                 | 12,5 (54,5)                                 | 6,0 (42,8)                                  | 17,62 (63,73)                               |
| Просек, °C (°F)                                                            | 0,5 (32,9)                                  | 2,4 (36,3)                                  | 6,3 (43,3)                                  | 11,0 (51,8)                                 | 15,3 (59,5)                                 | 18,8 (65,8)                                 | 20,9 (69,6)                                 | 20,5 (68,9)                                 | 15,7 (60,3)                                 | 11,1 (52)                                   | 6,1 (43)                                    | 1,3 (34,3)                                  | 10,83 (51,47)                               |
| Минимум, °C (°F)                                                           | −3,0 (26,6)                                 | −2,1 (28,2)                                 | 1,3 (34,3)                                  | 5,2 (41,4)                                  | 9,4 (48,9)                                  | 13,2 (55,8)                                 | 14,5 (58,1)                                 | 14,4 (57,9)                                 | 10,3 (50,5)                                 | 6,3 (43,3)                                  | 2,5 (36,5)                                  | −1,8 (28,8)                                 | 5,85 (42,53)                                |
| Средњи минимум, °C (°F)                                                    | −9,8 (14,4)                                 | −8,0 (17,6)                                 | −2,5 (27,5)                                 | −0,3 (31,5)                                 | 7,1 (44,8)                                  | 10,7 (51,3)                                 | 12,4 (54,3)                                 | 12,4 (54,3)                                 | 8,1 (46,6)                                  | 2,7 (36,9)                                  | −1,5 (29,3)                                 | −6,4 (20,5)                                 | −9,8 (14,4)                                 |
| Апсолутни минимум, °C (°F)                                                 | −25,8 (−14,4)                               | −22,0 (−7,6)                                | −17,9 (−0,2)                                | −6,6 (20,1)                                 | −1,1 (30)                                   | 4,0 (39,2)                                  | 6,0 (42,8)                                  | 5,3 (41,5)                                  | −1,0 (30,2)                                 | −8,0 (17,6)                                 | −13,0 (8,6)                                 | −19,0 (−2,2)                                | −25,8 (−14,4)                               |
| Количина падавина, mm (in)                                                 | 58,1 (2,287)                                | 53,5 (2,106)                                | 59,4 (2,339)                                | 71,9 (2,831)                                | 101,9 (4,012)                               | 115,4 (4,543)                               | 95,6 (3,764)                                | 69,8 (2,748)                                | 76,6 (3,016)                                | 78,6 (3,094)                                | 70,4 (2,772)                                | 68,3 (2,689)                                | 919,5 (36,201)                              |
| Дани са падавинама (≥ 1.0 mm)                                              | 9,4                                         | 9,3                                         | 8,6                                         | 9,8                                         | 11,1                                        | 11,1                                        | 8,9                                         | 6,8                                         | 7,9                                         | 8,5                                         | 8,3                                         | 9,8                                         | 109,5                                       |
| Релативна влажност, %                                                      | 80,9                                        | 75,9                                        | 68,6                                        | 67,9                                        | 71,6                                        | 71,9                                        | 70,7                                        | 70,9                                        | 75,6                                        | 78                                          | 79,3                                        | 82,8                                        | 74,51                                       |
| Поподневна релативна влажност, %                                           | 73                                          | 65                                          | 54                                          | 56                                          | 56                                          | 57                                          | 56                                          | 55                                          | 58                                          | 63                                          | 68                                          | 76                                          | 61,4                                        |
| Сунчани сати — месечни просек                                              | 71,9                                        | 96,3                                        | 147,3                                       | 176,1                                       | 215,9                                       | 231                                         | 261,9                                       | 258,3                                       | 182                                         | 148,4                                       | 88,9                                        | 62,7                                        | 1.940,7                                     |
| Извор #1:                                                                  |                                             |                                             |                                             |                                             |                                             |                                             |                                             |                                             |                                             |                                             |                                             |                                             |                                             |
| Извор #2: (екстреми 1961—2015, поподневна влажност у 14 часова, 1973—1993) |                                             |                                             |                                             |                                             |                                             |                                             |                                             |                                             |                                             |                                             |                                             |                                             |                                             |

## Историја
Тузла је једно од најстаријих насеља у Европи са континуитетом живљења. Доказ томе су и пронађени остаци старог насеља сојеничког типа из времена неолита.
Археолози су открили бројна насеља са богатим остацима материјалне културе прастарих становника овог подручја. Пронађен је велики број неолитских глинених посуда са разним орнаментима од црне, сиве и црвене керамике али и камени ножеви, секире, стругачи и друго. Откривени су остаци хране, људске кости, животињске кости и разни плодови који су користили за исхрану људи тог доба. И ови подаци потврдили су тврдње да је подручје Тузле било насељено још у млађем каменом добу.
Међу пронађеним археолошким материјалима истиче се и керамичка неолитска посуда чија је намена била кување слане воде и производња соли.
Прва писана реч о Тузли потиче из 950. године. Те је године византијски историчар и цар Константин Порфирогенит у свом делу „О управљању царством“, изричито споменуо Тузлу као град, под римским називом Салинес што значи „град соли“, са напоменом да се налази под влашћу српског кнеза Часлава, који је погинуо у борби са Мађарима.

### Други свјетски рат (1941—1945)
У Тузли су усташе, првих дана по оснивању НДХ, формирали једну свечану поворку, дошли са музиком пред споменик краља Александра, одсвирали посмртни марш и оборили споменик кличући Павелићу. Затим је поворка отишла до дома Краља Петра и ту на исти начин срушила бисту Краља Петра, а пред реалном гимназијом бисту др. Ђорђа Лазаревића. Затим су дошла кола за ђубре градске општине па су на њих натоварили све бронзане остатке поменутих споменика и одвукли.
У Тузли су скинуте табле на којима су имена улица написана ћирилицом и постављене нове са именима римокатолика и муслимана написаних латиницом. Владичанској канцеларији у Тузли дат је рок од 3 сата да се скине ћирилички натпис са установе једне њихове задужбине.
У затвору у Тузли постојао је нарочит начин мучења Срба. У једној посебној соби налазило се једно велико буре "на чијим се дугама изнутра са свих страна били причвршћени железни ексери. Често су усташе изјутра изводили по више затвореника и једног по једног трпали у буре, па онда буре котрљали тако да су ексери парали тело, а из рана је цурила крв коју су усташе другим затвореницима показивали". Затим су их измучене вадили из бурета и секли им уши, нос, вадили очи и зубе, одсецали руке и ноге, док нису умрли.
Усташе и Хаџиефендићеви легионари у срезу тузланском „вршили су силовања малолетних српских девојака, које су затим клали“.
Из Тузланског среза одведен је у логоре не само велики број мушкараца већ и жена и девојака и дечака од 14 година.
Када су, током Другог светског рата, 2. октобра 1943. године партизанске јединице ослободиле Тузлу од окупатора, Тузла је била највећи ослобођени град у Европи.

### Рат у Босни и Херцеговини (1992—1995)
Тузла је једини град у Босни и Херцеговини у којој, на изборима 1991. године, нису побиједиле националистичке странке. Победу на тим изборима однео је блок СК—СДП који је освојио 68% гласова, а за начелника општине је изабран Селим Бешлагић. Иако су се локалне власти декларативно залагале за мир и биле против национализма, велики број Срба из Тузле и околних места морао је већ почетком рата да напусти своје домове, а над војницима ЈНА, који су се мирно повлачили из града, бошњачке снаге извршиле су напад на колону возила ЈНА. У том нападу је 15. маја 1992. године погинуло 100—200 старешина и војника, претежно српске националности.
Други велики злочин који је обиљежио овај рат у Тузли је масакр на Капији, који се збио 25. маја 1995. године, када је граната, за коју се претпоставља да је испаљена са положаја ВРС на Озрену, усмртила 71, а ранила 115 цивила. Злочин се догодио у централној градској улици, центру ноћног живота, популарној „Капији“. На том мјесту, у знак сјећања, стоји споменик са именима жртава и текстом који изазива полемике: „На овом мјесту, 25. маја 1995. године, српски фашистички агресор је гранатом прекинуо 71 млади живот. Проучите фатиху и помолите се. Памтите и опомињите. Грађани Тузле.“
УНХЦР је 17. јула 1998. године Тузлу прогласио отвореним градом.

## Становништво
|                      | 2013.           | 1991.            | 1981.            | 1971.            | 1961.           |
| Укупно               | 74 457 (100,0%) | 83 770 (100,0%)  | 65 091 (100,0%)  | 53 926 (100,0%)  | 37 760 (100,0%) |
| Бошњаци              | 56 893 (76,41%) | 44 091 (52,63%)1 | 30 448 (46,78%)1 | 31 257 (57,96%)1 | 7 984 (21,14%)1 |
| Хрвати               | 6 005 (8,065%)  | 6 328 (7,554%)   | 5 383 (8,270%)   | 6 145 (11,40%)   | 5 405 (14,31%)  |
| Босанци              | 3 704 (4,975%)  | –                | –                | –                | –               |
| Срби                 | 2 486 (3,339%)  | 13 137 (15,68%)  | 11 278 (17,33%)  | 12 224 (22,67%)  | 11 498 (30,45%) |
| Неизјашњени          | 1 817 (2,440%)  | –                | –                | –                | –               |
| Босанци и Херцеговци | 1 388 (1,864%)  | –                | –                | –                | –               |
| Муслимани            | 677 (0,909%)    | –                | –                | –                | –               |
| Роми                 | 506 (0,680%)    | –                | 17 (0,026%)      | 62 (0,115%)      | 1 (0,003%)      |
| Остали               | 443 (0,595%)    | 3 912 (4,670%)   | 756 (1,161%)     | 1 039 (1,927%)   | 249 (0,659%)    |
| Албанци              | 193 (0,259%)    | –                | 146 (0,224%)     | 109 (0,202%)     | 96 (0,254%)     |
| Непознато            | 107 (0,144%)    | –                | –                | –                | –               |
| Југословени          | 83 (0,111%)     | 16 302 (19,46%)  | 16 301 (25,04%)  | 2 187 (4,056%)   | 11 472 (30,38%) |
| Црногорци            | 41 (0,055%)     | –                | 467 (0,717%)     | 452 (0,838%)     | 407 (1,078%)    |
| Македонци            | 38 (0,051%)     | –                | 88 (0,135%)      | 123 (0,228%)     | 242 (0,641%)    |
| Турци                | 34 (0,046%)     | –                | –                | –                | –               |
| Словенци             | 23 (0,031%)     | –                | 139 (0,214%)     | 230 (0,427%)     | 324 (0,858%)    |
| Православци          | 12 (0,016%)     | –                | –                | –                | –               |
| Украјинци            | 7 (0,009%)      | –                | –                | –                | –               |
| Мађари               | –               | –                | 68 (0,104%)      | 98 (0,182%)      | 82 (0,217%)     |

1. 1 На пописима од 1971. до 1991. Бошњаци су пописивани углавном као Муслимани.

## Познати Тузлаци
- Меша Селимовић, писац
- Фарук Прцић, спринтер и добитник „Златног љиљана“ током рата у БиХ
- Мирза Делибашић, спортиста
- Исмет Мујезиновић, уметник
- Планинка Јуришић-Атић, клавирски педагог
- Мирсад Хаџиефендић, уметник
- Денис Азабагић, класични гитариста
- Дејан Ивановић, класични гитариста
- Предраг Станковић, музички педагог
- Владимир Ваљаревић, концертни пијаниста
- Светлана Китић, рукометашица
- Разија Мујановић, кошаркашица
- Владо Керошевић, глумац
- Емир Хаџихафизбеговић, глумац
- Дејан Славуљица, уметник
- Џевад Шећербеговић, фудбалер
- Дамир Мршић, кошаркаш
- Синан Алић, бивши главни уредник ФРОНТА СЛОБОДЕ
- Санел Реџић, гитариста
- Ћазим Сарајлић, директор Међународне галерије портрета
- Хамза Орловић, оснивач хамзевијске секте у исламу
- Лепа Брена, естрадна звезда
- Мирослав Тадић, гитариста
- Шефкет Курт, муфтија
- Сања Малетић, певачица
- Зорана Михајловић, министарка грађевинарства, саобраћаја и инфраструктуре Републике Србије
- Ненад Поповић, министар задужен за иновације и технолошки развој у Влади Републике Србије
- Мишко Јовановић, трговац, национални радник, члан Младе Босне

## Градови побратими
- Болоња
- Осијек
- Никшић
- Печуј
- Лоспиталет де Љобрегат

## Галерија
- „Капија“
- „Капија“
- Робна кућа „Тузланка“
- Археолошки парк сојеница, у позадини популарна „Фишек“ зграда.
- Термоелектрана Тузла